# Get U're Dream
「Get U're Dream」（ゲット・ユア・ドリーム）は、ZARDの32作目のシングル。

## 背景
表題曲は『NHKシドニーオリンピック放送テーマソング』に使用され、タイアップ先の番組がスタートする前に発売された（オリンピック開始は9月15日）。
歌詞カードに記載されている歌詞は、収録されている全バージョンを1つにまとめたものであるため、いずれのバージョンも記載通りには歌われない。

## 制作、音楽性

### Get U're Dream
ZARDの表題曲としては初めて大野愛果が作曲した。大野は後に、2013年12月発売のアルバム『Silent Passage』でセルフカバー。コーラスに、Michael Africk、大野愛果、坂井泉水が参加している。
坂井は自らがスポーツ選手になった気分で曲作りを行ったと語っている。また、ドラムとベースのグルーヴで曲の良さが決まって難しく非常にこだわったという。色々試したコーラスが3種類存在している。

### Get U're Dream (Version Two)
打ち込みを主体とした、軽めのロックアレンジになっており、曲の進行に伴い、音が多重になって行く。最後のサビが半音上がる。

### Get U're Dream (Version Three)
コーラス参加は編曲を担当したYOKO Black. Stone。一部歌詞が異なる。
この時期流行していたR&Bを取り入れたアレンジになっており、坂井がフェイクに挑戦していて、新しい側面が見られる。

### Get U're Dream (Perry Geyer Short Mix)
シークレット・トラックとして収録され、原曲を基調にしたmixだが、Michael Africkのコーラスが強調され、サビ部分が短く処理されている。一部歌詞が異なる。
コーラス参加はMichael Africk。

## プロモーション
2000年8月2日に放送されたNHK『サンデースポーツ』において、坂井泉水のコメント映像が放送され、「Get U're Dream」のビデオクリップが放送された。内容はシドニーオリンピックに出場する選手、シドニーの街並みの映像を交え、坂井がレコーディングスタジオで歌う様子を収録したものである。映像の最後では「勝者 敗者 そして声援を送る人 全ての人に応援の気持をこめて〜坂井泉水〜」という坂井からのメッセージで締め括られている。この映像がフルで放送されたのは、この放送時のみである。
NHKの番組テーマと言うことで、当局スタッフが熱心に同年の『第51回NHK紅白歌合戦』への出演依頼をした。その甲斐もあり、坂井も出場に前向きな姿勢だったと報じられるも、「坂井泉水の体調がすぐれないため」として紅白出場を辞退したため、坂井の紅白出場が幻となった。

## ディスクジャケット
ジャケットの写真は、1993年に発表された「揺れる想い」の頃に撮影された写真を使用している。

## ミュージックビデオ
歌詞、アレンジ変更に伴い、『サンデースポーツ』で披露されたものを中心に再構成されており、坂井が歌っている映像の中には、NHK用の歌詞の歌唱映像のまま使用している部分があり、シングル音源と坂井の口元があっていない部分がある。

## 収録曲
1. Get U're Dream
作詞：坂井泉水
作曲：大野愛果
編曲：葉山たけし
2. Get U're Dream (Version Two)
作詞：坂井泉水
作曲：大野愛果
編曲：徳永暁人
3. Get U're Dream (Version Three)
作詞：坂井泉水
作曲：大野愛果
編曲：YOKO Black. Stone
4. Get U're Dream（オリジナルカラオケ）
  - コーラスあり。
5. Get U're Dream (Perry Geyer Short Mix) (Secret Track)
作詞：坂井泉水
作曲：大野愛果
remix：perry geyer

## 楽曲の収録アルバム
- 時間の翼（#1）
- Golden Best 〜15th Anniversary〜（#1）
- ZARD Single Collection 〜20TH ANNIVERSARY〜（#1,2,3）
- ZARD Forever Best 〜25th Anniversary〜（#1）